# Euscarthmus
Genre
Euscarthmus est un genre de passereaux de la famille des Tyrannidés. Il se trouve à l'état naturel en Amérique du Sud.

## Liste des espèces
Selon la classification de référence du Congrès ornithologique international (version 14.1, 2024) :
- Euscarthmus meloryphus zu Wied-Neuwied, 1831 — Tyranneau à huppe fauve
  - Euscarthmus meloryphus paulus (Bangs, 1899)
  - Euscarthmus meloryphus meloryphus zu Wied-Neuwied, 1831
- Euscarthmus fulviceps Sclater, PL, 1871 — Tyranneau à front fauve
- Euscarthmus rufomarginatus (Pelzeln, 1868) — Tyranneau à flancs roux